# Xenocymochtha barkeri
Xenocymochtha barkeri är en insektsart som beskrevs av Popov, G.B. och Fishpool 1992. Xenocymochtha barkeri ingår i släktet Xenocymochtha och familjen gräshoppor. Inga underarter finns listade i Catalogue of Life.